# Obligation de garantie
En droit des obligations, une obligation de garantie est une obligation où le débiteur se porte garant d'obtenir un résultat donné, plutôt que de seulement atteindre ce résultat. 
La qualification de la nature de l'obligation va avoir un impact sur les moyens de défense disponibles en cas de manquement à l'obligation :
- en cas d'obligation de moyens, il y a une défense d'avoir agi selon les règles de l'art, une défense de force majeure et une défense d'absence de faute ;
- en cas d'obligation de résultat, il y a une défense de force majeure et une défense d'absence de faute ;
- en cas d'obligation de garantie, il y a une défense d'absence de faute seulement.

Les auteurs Jean-Louis Baudouin et Patrice Deslauriers expliquent de la façon suivante l'obligation de garantie : 

« Le créancier d’une obligation de garantie a droit au résultat, quelles que soient les raisons de l'inexécution, même si celle-ci n'est pas attribuable au débiteur et est survenue en raison d'une force majeure ou de l'acte d'un tiers. En principe, le débiteur ne peut jamais se libérer de l'obligation ainsi assumée. L'obligation de l'assureur d'indemniser son assuré, par exemple, en est une de garantie. »